# لينوة مسامية
لينوة مسامية (الاسم العلمي:Lennoa madreporoides) هي نوع من النباتات يتبع جنس اللينوة من الفصيلة الحمحمية.